# Requejo de Pradorrey
Requejo de Pradorrey es una localidad española perteneciente al municipio de Brazuelo, en la provincia de León, comunidad autónoma de Castilla y León.

## Geografía

### Ubicación
| Noroeste: Combarros                  | Norte: Vanidodes          | Noreste: Otero de Escarpizo |
| Oeste: Pradorrey                     |                           | Este: Bonillos              |
| Suroeste Castrillo de los Polvazares | Sur: Murias de Rechivaldo | Sureste: Valdeviejas        |

## Demografía
Evolución de la población
| Gráfica de evolución demográfica de Requejo de Pradorrey entre 2000 y 2016 |
|                                                                            |
| Población de derecho (2000-2016) según el padrón municipal del INE         |